# 양평 송현리 효자정문
양평 송현리 효자정문은 대한민국 경기도 양평군 지평면 송현리에 있다. 1986년 5월 30일 양평군의 향토유적 제21호로 지정되었다.

## 개요
고종 19년(1882)에 이곳 출신의 효자 최광악(崔匡岳)과 최병배(崔秉培) 부자(父子)의 효행을 기리기 위해 건립된 것으로, 팔작지붕에 삼문(三門)형태의 목조건물이다. 중앙 상단에 효자증조봉대부최광악지문(孝子贈朝奉大夫崔匡岳之門) 고종십구년임오구월일(高宗十九年壬午九月日) 명정(命禎) 현판과 우측에 효자증조봉대부동몽교관최병배지문(孝子贈朝奉大夫童蒙敎官崔秉培之門) 고종십구년임오구월(高宗十九年壬午九月) 일(日) 명정(命禎) 현판이 걸려있다. 좌측실은 마루를 깐 낮은 누각으로 꾸며져 있는데 전체적인 건물규모는 정면 7.19m 측면 2.43m이다.